# مايا فلوسكوفسكا
مايا فلوسكوفسكا (بالبولندية: Maja Włoszczowska)‏ (و. 1983  م) هي دراجة بولندية، ولدت في وارسو، مركز لعبها هو اختراق الضاحية.

## التصنيف
| السنة     | 2009 | 2010 | 2011 | 2012 | 2013 | 2014 | 2015 | 2016 |
| --------- | ---- | ---- | ---- | ---- | ---- | ---- | ---- | ---- |
| تصنيف UCI | 224  | 177  | 232  | -    | 259  | -    | 471  | 538  |
|           |      |      |      |      |      |      |      |      |
| مصدر: UCI |      |      |      |      |      |      |      |      |

## سجل الفوز

### سباقات أو مراحل فازت بها
| التاريخ        | السباق                                                             | المركز                                         |
| -------------- | ------------------------------------------------------------------ | ---------------------------------------------- |
| 01 يناير 2001  | 2001 UCI Road World Championships – Junior women's road race       |                                                |
| 09 يونيو 2004  | 2004 Eko Tour Dookola Polski                                       |                                                |
| 26 يونيو 2005  | سباق الطريق للسيدات في بطولة بولندا لسباق الدراجات 2005            |                                                |
| 21 يونيو 2006  | سباق الدراجات ضد الساعة للسيدات في بطولة بولندا 2006               |                                                |
| 24 يونيو 2006  | سباق الطريق للسيدات في بطولة بولندا لسباق الدراجات 2006            |                                                |
| 30 يونيو 2007  | سباق الطريق للسيدات في بطولة بولندا لسباق الدراجات 2007            |                                                |
| 01 يناير 2008  | ركوب الدراجات في الألعاب الأولمبية الصيفية 2008 – سيدات عبر البلاد |                                                |
| 13 أبريل 2008  | Wyscig Etapowy-Zamosc 2008                                         |                                                |
| 21 يونيو 2009  | Grande Boucle Féminine Internationale 2009                         | الأول في تصنيف الجبال، الخامس في التصنيف العام |
| 24 يونيو 2010  | سباق الدراجات ضد الساعة للسيدات في بطولة بولندا 2010               |                                                |
| 26 يونيو 2010  | سباق الطريق للسيدات في بطولة بولندا لسباق الدراجات 2010            |                                                |
| 23 يونيو 2011  | سباق الدراجات ضد الساعة للسيدات في بطولة بولندا 2011               |                                                |
| 25 يونيو 2011  | سباق الطريق للسيدات في بطولة بولندا لسباق الدراجات 2011            |                                                |
| 01 يناير 2016  | cycling at the 2016 Summer Olympics – women's cross-country        |                                                |
| 02 أكتوبر 2021 | 2021 UCI Mountain Bike Marathon World Championships – Women's race |                                                |

## جوائز
حصلت على جوائز منها:
- نيشان بولونيا ريستيتوتا من رتبة فارس
- نيشان بولونيا ريستيتوتا من رتبة ضابط
- الصليب الذهبي للاستحقاق ‏

## وصلات خارجية
- مايا فلوسكوفسكا في قاعدة بيانات الأفلام على الإنترنت
- مايا فلوسكوفسكا  على موقع SportsReference  - سبورتس رفرنس